# نابنط مدغشقري
نابنط مدغشقري (الاسم العلمي:Nepenthes madagascariensis) هو نوع من النبات يتبع جنس النابنط من الفصيلة النابنطية.

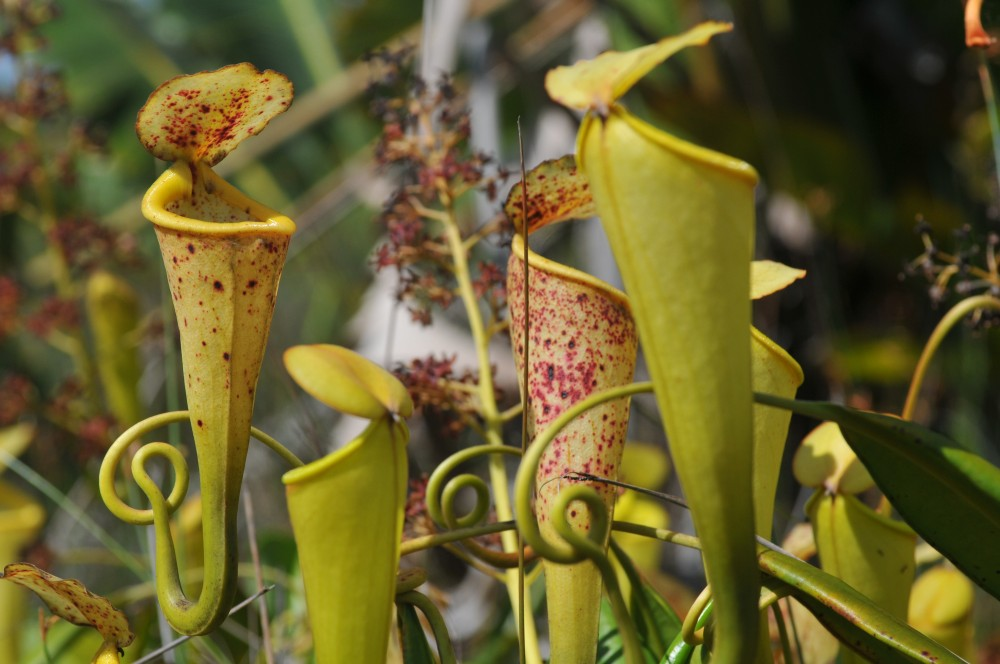
Nepenthes madagascariensis in habitat, Tôlanaro (Fort Dauphin)